# Inuvik
Inuvik é uma cidade do Canadá situada no delta do rio Mackenzie, nos Territórios do Noroeste. É base para exploração de petróleo no mar de Beaufort. Sua população é de 3.484 habitantes. 